# Narborough, Leicestershire
Narborough är en ort och civil parish i Storbritannien.   Den ligger i grevskapet Leicestershire och riksdelen England, i den södra delen av landet, 140 km nordväst om huvudstaden London. Narborough ligger 70 meter över havet och antalet invånare är 6 321.
Terrängen runt Narborough är huvudsakligen platt. Narborough ligger nere i en dal.Runt Narborough är det tätbefolkat, med 982 invånare per kvadratkilometer. Närmaste större samhälle är Leicester, 9,2 km nordost om Narborough. Trakten runt Narborough består till största delen av jordbruksmark.